# Salmo 69
El salmo 69  es, según la numeración hebrea, el sexagésimo noveno salmo del Libro de los salmos de la Biblia. Corresponde al salmo 68 según la numeración de la Biblia Septuaginta griega, empleada también en la Vulgata latina. Por este motivo, recogiendo la doble numeración, a este salmo también se le refiere como el salmo 69 (68).
Comienza en inglés en la versión de la Biblia del Rey Jacobo: "Sálvame, oh Dios, porque las aguas han entrado en mi alma". Está subtitulado: "Al músico principal, sobre Shoshannim, un Salmo de David". El Libro de los Salmos es parte de la tercera sección de la Biblia hebrea y un libro del Antiguo Testamento cristiano. En latín, se conoce como "Salvum me fac Deus".
En el Nuevo Testamento se citan varios versículos del Salmo 69 (es el más citado después del Salmo 22). Es una parte habitual de las liturgias judía, católica, luterana, anglicana y otras liturgias protestantes.

## Estructura
Hermann Gunkel estructuró el salmo de la siguiente manera:
1. Versículos 1-13: moldeados por el lamento (parte 1)
  1. Versículo 2a: Grito introductorio de ayuda
  2. Versículos 2b - 5: Lamento
  3. Versículo 6: Confesión del pecado
  4. Versículo 7: Por favor
  5. Versículos 8-13: Otra queja
2. Versículos 14-19: moldeados por solicitud y deseo (parte 2)
3. Versículos 20-29: Los enemigos (Parte 3)
  1. Versículos 20–22: Vergüenza y despiadado que le hacen
  2. Versículos 23-29: Maldiciones sobre el enemigo
4. Versículos 30-37: regresa a ti mismo (parte 4)
  1. Versículo 30: Deseo de la protección de YHWH
  2. Versículos 31–32: Comprométase a cantar el cántico de acción de gracias cuando se le responda
  3. Versículos 33–37: entonando el cántico de acción de gracias de antemano[7]

## Enfoque temático

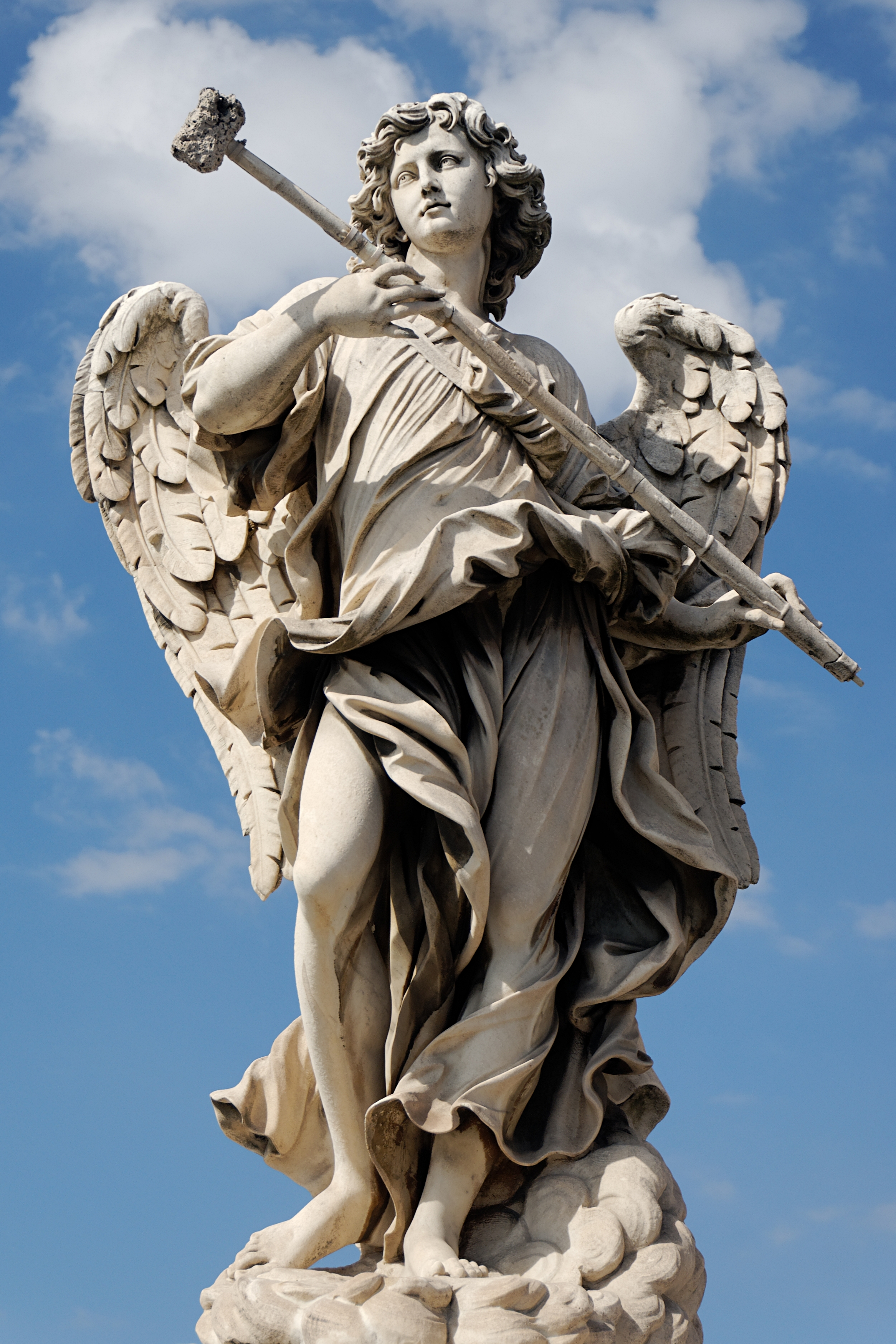
Ángel llevando una esponja de Antonio Giorgetti, con la inscripción "potaverunt me aceto" ("me dieron a beber vinagre", Salmo 69:22). Se encuentra en el lado occidental del Puente Sant'Angelo, en Roma.

Los enemigos son un foco temático importante (vv. 5, 13, 15, 19-29). Los términos enemigos típicos en general son:
- אֹיֵב (enemigo)
- צֹרֵר (adversario)
- שֹׂנֵא (odiador)
- רֹדֵף (perseguidor)
- רְשָׁעִים (malvado)

El Salmo 69 trata inicialmente sobre el motivo del hundimiento. Entonces los enemigos entran rápidamente en juego. Masas de agua / barro y enemigos son imágenes complementarias de la necesidad en la que se encuentra el ego orante (cf. vv. 2-5). Las siguientes secciones se centran más en la conexión entre la vergüenza / el deshonor y los enemigos. La vergüenza / la vergüenza / el ridículo es un tema clásico de lamentos, especialmente del individuo, pero también del pueblo. La propia humillación se convierte en el deseo de que los enemigos también sean avergonzados (cf. v. 20ss). En el v. 10, la vergüenza de Dios y la del ego que ora coinciden: Dios y el ego forman una especie de comunidad del destino. burla es una vergüenza tan profunda que se la llama una enfermedad cuasi fatal (v. 20s, cf. también Sal 42,11), que capta el fenómeno de la muerte social. Se pueden encontrar evaluaciones similares en la literatura rabínica :
"Cualquiera que haga palidecer el rostro de un compañero frente a la multitud es como si estuviera derramando sangre [...] porque he visto cómo va el rubor y viene la palidez" Bawa mezia 58, b
La burla de las personas finalmente golpea a Dios mismo y, por lo tanto, es aún más grave.
"Cualquiera que insulta públicamente a un prójimo se entrega a la vida eterna: un insulto público es la profanación de la semejanza de Dios, según la cual todo ser humano es creado [...] Por eso la ofensa de un individuo es un degradación de toda la humanidad ". Netivoth Olam XII
“El que se burla de los pobres se burla de su Creador; y el que se alegra de la desgracia ajena no quedará impune. " Prov. 17,5 EU 
En el Antiguo Testamento, sin embargo, el “honor” (כָבוֹד) como contratérmino a la vergüenza no se lucha por competir, sino que se le da a los seres humanos como seres humanos sin condiciones previas en su ser (cf. Sal 8,6) y Probablemente sea mejor en estos contextos con “dignidad” para reproducirse.

## Texto
La siguiente tabla muestra el texto en hebreo del salmo con vocales, junto con el texto en griego koiné en la Septuaginta y la traducción al español de la Biblia del Rey Jacobo. Tenga en cuenta que el significado puede diferir ligeramente entre estas versiones, ya que la Septuaginta y el texto masorético provienen de tradiciones textuales diferentes.  En la Septuaginta, este salmo está numerado como Salmo 68.
| #      | Hebreo                                                                 | Español | Griego |
| ------ | ---------------------------------------------------------------------- | --- | --- |
| [ 17 ] | לַמְנַצֵּ֬חַ ׀ עַֽל־שׁוֹשַׁנִּ֬ים לְדָוִֽד׃                                                | (Al músico principal sobre Shoshannim, salmo de David.) | Εἰς τὸ τέλος· ὑπὲρ τῶν ἀλλοιωθησομένων· τῷ Δαυΐδ. - |
| 1      | הוֹשִׁיעֵ֥נִי אֱלֹהִ֑ים כִּ֤י בָ֖אוּ מַ֣יִם עַד־נָֽפֶשׁ׃                                       | Sálvame, oh Dios, porque las aguas han llegado hasta mi alma. | ΣΩΣΟΝ με, ὁ Θεός, ὅτι εἰσήλθοσαν ὕδατα ἕως ψυχῆς μου. |
| 2      | טָבַ֤עְתִּי ׀ בִּיוֵ֣ן מְ֭צוּלָה וְאֵ֣ין מׇעֳמָ֑ד בָּ֥אתִי בְמַעֲמַקֵּי־מַ֝֗יִם וְשִׁבֹּ֥לֶת שְׁט ָפָֽתְנִי׃            | Me hundo en el fango profundo, donde no hay donde pisar; he llegado a aguas profundas, donde me inundan las corrientes.                                                                   | ἐνεπάγην εἰς ἰλὺν βυθοῦ, καὶ οὐκ ἔστιν ὑπόστασις· ἦλθον εἰς τὰ βάθη τῆς θαλάσσης καὶ καταιγὶς κατεπόντισέ με.                                              |
| 3      | יָגַ֣עְתִּי בְקׇרְאִי֮ נִחַ֢ר גְּר֫וֹנִ֥י כָּל֥וּ עֵינַ֑י מְ֝יַחֵ֗ל לֵאלֹהָֽי׃                             | Estoy cansado de llorar: mi garganta está seca: mis ojos fallan mientras espero a mi Dios.                                                                                                | ἐκοπίασα κράζων, ἐβραγχίασεν ὁ λάρυγξ μου, ἐξέλιπον οἱ ὀφθαλμοί μου ἀπὸ τοῦ ἐλπίζειν με ἐπὶ τὸν Θεόν μου.                                                  |
| 4      | רַבּ֤וּ ׀ מִשַּׂעֲר֣וֹת רֹאשִׁי֮ שֹׂנְאַ֢י חִ֫נָּ֥ם עָצְמ֣וּ מַ֭צְמִיתַי אֹיְבַ֣י שֶׁ֑קֶר אֲשֶׁ ֥ר לֹֽא־גָ֝זַ֗לְתִּי אָ֣ז אָשִֽׁיב׃ | Los que me odian sin motivo son más que los cabellos de mi cabeza; los que quieren destruirme, siendo mis enemigos injustamente, son poderosos; entonces devolví lo que no había quitado. | ἐπληθύνθησαν ὑπὲρ τὰς τρίχας τῆς κεφαλῆς μου οἱ μισοῦντές με δωρεάν, ἐκραταιώθησαν οἱ ἐχθροί μου οἱ ἐκδιώκοντές με ἀδίκως· ἃ οὐχ ἥρπαζον, τότε ἀπετίννυον. |
| 5      | אֱֽלֹהִ֗ים אַתָּ֣ה יָ֭דַעְתָּ לְאִוַּלְתִּ֑י וְ֝אַשְׁמוֹתַ֗י מִמְּךָ֥ לֹֽא־נִכְחָֽדוּ׃                            | Oh Dios, tú conoces mi necedad, y mis pecados no te son ocultos. | ὁ Θεός, σὺ ἔγνως τὴν ἀφροσύνην μου καὶ αἱ πλημμέλειαί μου ἀπὸ σοῦ οὐκ ἀπεκρύβησαν.                                                                         |
| 6      | אַל־יֵ֘בֹ֤שׁוּ בִ֨י ׀ קֹוֶיךָ֮ אֲדֹנָ֥י יֱהֹוִ֗ה צְבָ֫א֥וֹת אַל־יִכָּ֣לְמֽוּ בִ֣י מְבַקְשֶׁ ֑יךָ אֱ֝לֹהֵ֗י יִשְׂרָאֵֽל׃      | No se avergüencen los que esperan en ti, Señor DIOS de los ejércitos, por mi causa; no se confundan los que te buscan, Dios de Israel.                                                    | μὴ αἰσχυνθείησαν ἐπ᾿ ἐμὲ οἱ ὑπομένοντές σε, Señor, Señor de los ejércitos, no se avergüencen por mí los que te buscan, Dios de Israel.                     |
| 7      | כִּֽי־עָ֭לֶיךָ נָשָׂ֣אתִי חֶרְפָּ֑ה כִּסְּתָ֖ה כְלִמָּ֣ה פָנָֽי׃                                      | Porque por ti he soportado reproches; la vergüenza ha cubierto mi rostro. | ὅτι ἕνεκά σου ὑπήνεγκα ὀνειδισμόν, ἐκάλυψεν ἐντροπὴ τὸ πρόσωπόν μου.                                                                                       |
| 8      | מ֭וּזָר הָיִ֣יתִי לְאֶחָ֑י וְ֝נׇכְרִ֗י לִבְנֵ֥י אִמִּֽי׃                                        | Me he vuelto extraño para mis hermanos, y extranjero para los hijos de mi madre. | ἀπηλλοτριωμένος ἐγενήθην τοῖς ἀδελφοῖς μου καὶ ξένος τοῖς υἱοῖς τῆς μητρός μου,                                                                            |
| 9      | כִּֽי־קִנְאַ֣ת בֵּיתְךָ֣ אֲכָלָ֑תְנִי וְחֶרְפּ֥וֹת ח֝וֹרְפֶ֗יךָ נָפְל֥וּ עָלָֽי׃                            | Porque el celo de tu casa me ha consumido, y las afrentas de los que te afrentan han caído sobre mí.                                                                                      | ὅτι ὁ ζῆλος τοῦ οἴκου σου κατέφαγέ με, καὶ οἱ ὀνειδισμοὶ τῶν ὀνειδιζόντων σε ἐπέπεσον ἐπ᾿ ἐμέ.                                                             |
| 10     | וָאֶבְכֶּ֣ה בַצּ֣וֹם נַפְשִׁ֑י וַתְּהִ֖י לַחֲרָפ֣וֹת לִֽי׃                                        | Cuando lloraba y castigaba mi alma con ayuno, eso era para mi reproche. | καὶ συνεκάλυψα ἐν νηστείᾳ τὴν ψυχήν μου, καὶ ἐγενήθη εἰς ὀνειδισμοὺς ἐμοί·                                                                                 |
| 11     | וָאֶתְּנָ֣ה לְבוּשִׁ֣י שָׂ֑ק וָאֱהִ֖י לָהֶ֣ם לְמָשָֽׁל׃                                          | Hice de cilicio mi vestido, y me convertí en proverbio para ellos. | καὶ ἐθέμην τὸ ἔνδυμά μου σάκκον, καὶ ἐγενόμην αὐτοῖς εἰς παραβολήν.                                                                                        |
| 12     | יָשִׂ֣יחוּ בִ֭י יֹ֣שְׁבֵי שָׁ֑עַר וּ֝נְגִינ֗וֹת שׁוֹתֵ֥י שֵׁכָֽר׃                                    | Los que están sentados a la puerta hablan contra mí, y yo soy el canto de los borrachos.                                                                                                  | κατ᾿ ἐμοῦ ἠδολέσχουν οἱ καθήμενοι ἐν πύλαις, καὶ εἰς ἐμὲ ἔψαλλον οἱ πίνοντες οἶνον.                                                                        |
| 13     | וַאֲנִ֤י תְפִלָּֽתִי־לְךָ֨ ׀ יְהֹוָ֡ה עֵ֤ת רָצ֗וֹן אֱלֹהִ֥ים בְּרׇב־חַסְדֶּ֑ךָ עֲ֝נֵ֗נִי בֶּ אֱמֶ֥ת יִשְׁעֶֽךָ׃           | Pero en cuanto a mí, mi oración es hacia ti, oh SEÑOR, en el tiempo aceptable: oh Dios, en la multitud de tu misericordia, escúchame, en la verdad de tu salvación.                       | ἐγὼ δὲ τῇ προσευχῇ μου πρὸς σέ, Κύριε· καιρὸς εὐδοκίας, ὁ Θεός, en la multitud de tu misericordia; escúchame, en la verdad de tu salvación.                |
| 14     | הַצִּילֵ֣נִי מִ֭טִּיט וְאַל־אֶטְבָּ֑עָה אִנָּצְלָ֥ה מִ֝שֹּׂנְאַ֗י וּמִמַּ֖עֲמַקֵּי מָֽיִם׃                         | Líbrame del fango, no dejes que me hunda; líbrame de los que me odian y de las aguas profundas.                                                                                           | σῶσόν με ἀπὸ πηλοῦ, ἵνα μὴ ἐμπαγῶ· ῥυσθείην ἐκ τῶν μισούντων με καὶ ἐκ τῶν βαθέων τῶν ὑδάτων.                                                              |
| 15     | אַל־תִּשְׁטְפֵ֤נִי ׀ שִׁבֹּ֣לֶת מַ֭יִם וְאַל־תִּבְלָעֵ֣נִי מְצוּלָ֑ה וְאַל־תֶּאְטַר־עָלַ֖י בְּאֵ ֣ר פִּֽיהָ׃           | No me inunde el torrente, ni me trague el abismo, ni cierre su boca sobre mí. | μή με καταποντισάτω καταιγὶς ὕδατος, μηδὲ καταπιέτω με βυθός, μηδὲ συσχέτω ἐπ᾿ ἐμὲ φρέαρ τὸ στόμα αὐτοῦ.                                                   |
| 16     | עֲנֵ֣נִי יְ֭הֹוָה כִּי־ט֣וֹב חַסְדֶּ֑ךָ כְּרֹ֥ב רַ֝חֲמֶ֗יךָ פְּנֵ֣ה אֵלָֽי׃                               | Escúchame, oh SEÑOR, porque tu misericordia es buena; vuélvete a mí según la multitud de tus misericordias.                                                                               | εἰσάκουσόν μου, Κύριε, ὅτι χρηστὸν τὸ ἔλεός σου· κατὰ τὸ πλῆθος τῶν οἰκτιρμῶν σου ἐπίβλεψον ἐπ᾿ ἐμέ.                                                       |
| 17     | וְאַל־תַּסְתֵּ֣ר פָּ֭נֶיךָ מֵעַבְדֶּ֑ךָ כִּי־צַר־לִ֝֗י מַהֵ֥ר עֲנֵֽנִי׃                                 | Y no escondas tu rostro de tu siervo, porque estoy en angustia; respóndeme pronto. | μὴ ἀποστρέψῃς τὸ πρόσωπόν σου ἀπὸ τοῦ παιδός σου, ὅτι θλίβομαι, ταχὺ ἐπάκουσόν μου.                                                                        |
| 18     | קׇרְבָ֣ה אֶל־נַפְשִׁ֣י גְאָלָ֑הּ לְמַ֖עַן אֹיְבַ֣י פְּדֵֽנִי׃                                      | Acércate a mi alma y redímela; líbrame de mis enemigos. | πρόσχες τῇ ψυχῇ μου καὶ λύτρωσαι αὐτήν, ἕνεκα τῶν ἐχθρῶν μου ῥῦσαί με.                                                                                     |
| 19     | אַתָּ֤ה יָדַ֗עְתָּ חֶרְפָּתִ֣י וּ֭בׇשְׁתִּי וּכְלִמָּתִ֑י נֶ֝גְדְּךָ֗ כׇּל־צוֹרְרָֽי׃                             | Tú conoces mi reproche, mi vergüenza y mi deshonra; todos mis adversarios están delante de ti.                                                                                            | σὺ γὰρ γινώσκεις τὸν ὀνειδισμόν μου καὶ τὴν αἰσχύνην μου καὶ τὴν ἐντροπήν μου· ἐναντίον σου πάντες οἱ θλίβοντές με.                                        |
| 20     | חֶרְפָּ֤ה ׀ שָׁ֥בְרָ֥ה לִבִּ֗י וָאָ֫נ֥וּשָׁה וָאֲקַוֶּ֣ה לָנ֣וּד וָאַ֑יִן וְ֝לַמְנַחֲמִ֗ים וְלֹ ֣א מָצָֽאתִי׃            | El reproche ha quebrantado mi corazón, y estoy lleno de pesadumbre; y busqué a quien se compadeciera de mí, pero no lo hallé; y a consoladores, pero no encontré ninguno.                 | ὀνειδισμὸν προσεδόκησεν ἡ ψυχή μου καὶ ταλαιπωρίαν, καὶ ὑπέμεινα συλλυπούμενον, καὶ οὐχ ὑπῆρξε, καὶ παρακαλοῦντας, καὶ οὐχ εὗρον.                          |
| 21     | וַיִּתְּנ֣וּ בְּבָרוּתִ֣י רֹ֑אשׁ וְ֝לִצְמָאִ֗י יַשְׁק֥וּנִי חֹֽמֶץ׃                                    | Me dieron hiel por mi comida, y en mi sed me dieron a beber vinagre. | καὶ ἔδωκαν εἰς τὸ βρῶμά μου χολὴν καὶ εἰς τὴν δίψαν μου ἐπότισάν με ὄξος.                                                                                  |
| 22     | יְהִי־שֻׁלְחָנָ֣ם לִפְנֵיהֶ֣ם לְפָ֑ח וְלִשְׁלוֹמִ֥ים לְמוֹקֵֽשׁ׃                                   | Que su mesa se convierta en una trampa delante de ellos, y lo que debería haber sido para su bienestar, que se convierta en una trampa.                                                   | γενηθήτω ἡ τράπεζα αὐτῶν ἐνώπιον αὐτῶν εἰς παγίδα καὶ εἰς ἀνταπόδοσιν καὶ εἰς σκάνδαλον.                                                                   |
| 23     | תֶּחְשַׁ֣כְנָה עֵ֭ינֵיהֶם מֵרְא֑וֹת וּ֝מׇתְנֵיהֶ֗ם תָּמִ֥יד הַמְעַֽד׃                                 | Que se oscurezcan sus ojos para que no vean, y que sus lomos tiemblen continuamente. | σκοτισθήτωσαν οἱ ὀφθαλμοὶ αὐτῶν τοῦ μὴ βλέπειν, καὶ τὸν νῶτον αὐτῶν διαπαντὸς σύγκαμψον.                                                                   |
| 24     | שְׁפׇךְ־עֲלֵיהֶ֥ם זַעְמֶ֑ךָ וַחֲר֥וֹן אַ֝פְּךָ֗ יַשִּׂיגֵֽם׃                                        | Derrama tu indignación sobre ellos, y que tu ira furiosa los alcance. | ἔκχεον ἐπ᾿ αὐτοὺς τὴν ὀργήν σου, καὶ ὁ θυμὸς τῆς ὀργῆς σου καταλάβοι αὐτούς.                                                                               |
| 25     | Que su morada sea desolada; y que nadie habite en sus tiendas.         | Que su morada quede desolada; y que nadie habite en sus tiendas. | γενηθήτω ἡ ἔπαυλις αὐτῶν ἠρημωμένη, καὶ ἐν τοῖς σκηνώμασιν αὐτῶν μὴ ἔστω ὁ κατοικῶν·                                                                       |
| 26     | כִּי־אַתָּ֣ה אֲשֶׁר־הִכִּ֣יתָ רָדָ֑פוּ וְאֶל־מַכְא֖וֹב חֲלָלֶ֣יךָ יְסַפֵּֽרוּ׃                            | Porque persiguen a quien tú has herido, y hablan para afligir a los que tú has herido. | ὅτι ὃν σὺ ἐπάταξας, αὐτοὶ κατεδίωξαν, καὶ ἐπὶ τὸ ἄλγος τῶν τραυμάτων μου προσέθηκαν.                                                                       |
| 27     | תְּֽנָה־עָ֭וֺן עַל־עֲוֺנָ֑ם וְאַל־יָ֝בֹ֗אוּ בְּצִדְקָתֶֽךָ׃                                       | Añade iniquidad a su iniquidad, y no entren en tu justicia. | πρόσθες ἀνομίαν ἐπὶ τῇ ἀνομίᾳ αὐτῶν, καὶ μὴ εἰσελθέτωσαν ἐν δικαιοσύνῃ σου·                                                                                |
| 28     | יִ֭מָּחֽוּ מִסֵּ֣פֶר חַיִּ֑ים וְעִ֥ם צַ֝דִּיקִ֗ים אַל־יִכָּתֵֽבוּ׃                                    | Que sean borrados del libro de los vivos, y no sean escritos con los justos. | ἐξαλειφθήτωσαν ἐκ βίβλου ζώντων καὶ μετὰ δικαίων μὴ γραφήτωσαν.                                                                                            |
| 29     | וַ֭אֲנִי עָנִ֣י וְכוֹאֵ֑ב יְשׁוּעָתְךָ֖ אֱלֹהִ֣ים תְּשַׂגְּבֵֽנִי׃                                    | Pero yo soy pobre y afligido; que tu salvación, oh Dios, me levante. | πτωχὸς καὶ ἀλγῶν εἰμι ἐγώ· ἡ σωτηρία σου, ὁ Θεός, ἀντιλάβοιτό μου.                                                                                         |
| 30     | אֲהַלְלָ֣ה שֵׁם־אֱלֹהִ֣ים בְּשִׁ֑יר וַאֲגַדְּלֶ֥נּוּ בְתוֹדָֽה׃                                     | Alabaré el nombre de Dios con un canto, y lo engrandeceré con acción de gracias. | αἰνέσω τὸ ὄνομα τοῦ Θεοῦ μου μετ᾿ ᾠδῆς, μεγαλυνῶ αὐτὸν ἐν αἰνέσει,                                                                                         |
| 31     | וְתִיטַ֣ב לַ֭יהֹוָה מִשּׁ֥וֹר פָּ֗ר מַקְרִ֥ן מַפְרִֽיס׃                                        | Esto también agradará al SEÑOR más que un buey o un novillo con cuernos y pezuñas. | καὶ ἀρέσει τῷ Θεῷ ὑπὲρ μόσχον νέον κέρατα ἐκφέροντα καὶ ὁπλάς.                                                                                             |
| 32     | רָא֣וּ עֲנָוִ֣ים יִשְׂמָ֑חוּ דֹּרְשֵׁ֥י אֱ֝לֹהִ֗ים וִיחִ֥י לְבַבְכֶֽם׃                                 | Los humildes verán esto y se alegrarán; y vuestro corazón vivirá, los que buscáis a Dios.                                                                                                 | ἰδέτωσαν πτωχοὶ καὶ εὐφρανθήτωσαν· ἐκζητήσατε τὸν Θεόν, καὶ ζήσεται ἡ ψυχὴ ὑμῶν,                                                                           |
| 33     | כִּי־שֹׁמֵ֣עַ אֶל־אֶבְיוֹנִ֣ים יְהֹוָ֑ה וְאֶת־אֲ֝סִירָ֗יו לֹ֣א בָזָֽה׃                              | Porque el SEÑOR escucha a los pobres y no desprecia a sus cautivos. | ὅτι εἰσήκουσε τῶν πενήτων ὁ Κύριος καὶ τοὺς πεπεδημένους αὐτοῦ οὐκ ἐξουδένωσεν.                                                                            |
| 34     | יְֽ֭הַלְלוּהוּ שָׁמַ֣יִם וָאָ֑רֶץ יַ֝מִּ֗ים וְֽכׇל־רֹמֵ֥שׂ בָּֽם׃                                     | Que le alaben los cielos y la tierra, los mares y todo lo que se mueve en ellos. | αἰνεσάτωσαν αὐτὸν οἱ οὐρανοὶ καὶ ἡ γῆ, θάλασσα καὶ πάντα τὰ ἕρποντα ἐν αὐτῇ.                                                                               |
| 35     | כִּ֤י אֱלֹהִ֨ים ׀ י֘וֹשִׁ֤יעַ צִיּ֗וֹן וְ֭יִבְנֶה עָרֵ֣י יְהוּדָ֑ה וְיָ֥שְׁבוּ שָׁ֝֗ם וִירֵשֽׁוּהָ ׃                | Porque Dios salvará a Sion y edificará las ciudades de Judá, para que habiten allí y la posean.                                                                                           | ὅτι ὁ Θεὸς σώσει τὴν Σιών, καὶ οἰκοδομηθήσονται αἱ πόλεις τῆς ᾿Ιουδαίας, καὶ κατοικήσουσιν ἐκεῖ καὶ κληρονομήσουσιν αὐτήν·                                 |
| 36     | וְזֶ֣רַע עֲ֭בָדָיו יִנְחָל֑וּהָ וְאֹהֲבֵ֥י שְׁ֝מ֗וֹ יִשְׁכְּנוּ־בָֽהּ׃                                  | La descendencia de sus siervos la heredará, y los que aman su nombre habitarán en ella.                                                                                                   | καὶ τὸ σπέρμα τῶν δούλων αὐτοῦ καθέξουσιν αὐτήν, καὶ οἱ ἀγαπῶντες τὸ ὄνομά σου κατασκηνώσουσιν ἐν αὐτῇ.                                                    |

## Comentarios

### De la iglesia católica

#### A todo el salmo
El Salmo 69 presenta una estrecha conexión temática con el Salmo 68, trasladando a la experiencia individual lo que en el salmo precedente se expresaba respecto al pueblo. El foco se dirige ahora a la situación personal de un creyente que, inmerso en la comunidad de salvación, sufre adversidades que reflejan tensiones comunes en dicho colectivo. El poema se estructura como una súplica compuesta y progresiva. Inicia con un clamor desesperado dirigido a Dios en busca de auxilio ante una situación extrema (v. 2), generada por una profunda humillación —posiblemente una enfermedad— y por la hostilidad de enemigos (vv. 3–5). El orante reconoce su culpabilidad ante Dios, pero destaca también su entrega y celo por lo divino, lo cual provoca desprecio y escarnio por parte de su entorno (vv. 6–13). Posteriormente, formula nuevas peticiones de ayuda (vv. 14–19), describe con detalle la afrenta sufrida (vv. 20–22) y solicita la justa retribución para sus adversarios (vv. 23–29), así como su propia liberación (v. 30).
El salmo progresa hacia una actitud de confianza manifestada en promesas de alabanza a Dios (vv. 31–32) y una invitación universal a glorificar al Señor, en especial dirigida a los humildes (vv. 33–35). Finaliza con el anuncio escatológico de la restauración de Jerusalén y Judá (vv. 36–37). Este salmo adquiere relevancia cristológica por su frecuente aplicación en el Nuevo Testamento a la pasión de Jesucristo. Es, tras el Salmo 22, el más citado en dicho corpus, en el que se interpreta como figura profética de los padecimientos del Mesías. Además, se le atribuye un valor exhortativo, al ofrecer consuelo y sostén para la esperanza, conforme al principio paulino sobre el sentido edificante de las Escrituras (cf. Rm 15,4).

#### A los versículos 1-22
La imagen del hombre al borde del ahogo en Sal 69,2 retoma un motivo ya presente en Sal 40,3, con paralelos en Sal 88,7 y Lm 3,53. Las manifestaciones físicas del sufrimiento —voz quebrada y ojos cansados de esperar— mencionadas en el v. 4, también aparecen en Sal 22,16 y 6,7. La afirmación de inocencia frente al odio injustificado de los enemigos (v. 5) se vincula con el Salmo 17 y Salmo 35,7.19 Este último versículo es citado en Jn 15,25 para describir el rechazo injusto que recibió Jesús: «me odiaron sin motivo». Aunque no encuentra causa de su sufrimiento en la conducta hacia sus adversarios (v. 4), el salmista admite su pecado ante Dios (vv. 6–7), posiblemente influido por la experiencia de la desgracia. Pide que su situación no confunda a los fieles —designados como “los que esperan en Ti” (v. 7)— ni los lleve al desánimo, frente a la burla de los impíos ante su actitud penitente (vv. 8–13). Su compromiso religioso se evidencia en su entrega al Templo, que lo convierte en objeto de desprecio para quienes desprecian lo sagrado (v. 10). La frase «el celo de tu Casa me devora» (v. 10) es interpretada en Juan 2,17 como realizada en la acción de Jesús al purificar el Templo.

«Jesús subió al Templo como al lugar privilegiado para el encuentro con Dios. El Templo era para Él la casa de su Padre, una casa de oración, y se indigna porque el atrio exterior se haya convertido en un mercado (Mt 21,13). Si expulsa a los mercaderes del Templo es por celo hacia las cosas de su Padre: “No hagáis de la Casa de mi Padre una casa de mercado”. Sus discípulos se acordaron de que estaba escrito: “El celo por tu Casa me devorará” (Sal 69,10; Jn 2,16-17). Después de su Resurrección, los Apóstoles mantuvieron un respeto religioso hacia el Templo».

Pablo de Tarso se apoya en las siguientes palabras del v. 10

 —«las afrentas de los que te afrentan caen sobre mí»— para iluminar el sentido de los sufrimientos de Cristo que cargó sobre Él el peso de los pecados de los hombres, y para proponerlo como ejemplo a sus discípulos que «debemos sobrellevar las flaquezas de los débiles y no complacernos a nosotros mismos.

El salmista suplica apelando primero a los atributos del Dios de la Alianza —misericordia, fidelidad y compasión (vv. 14.17)— y luego a su situación desesperada (vv. 15–16.18–19), siguiendo un orden que refleja las razones que mueven a Dios. Expone su sufrimiento por las afrentas, la soledad y las amenazas de sus enemigos. Estos versículos son evocados en la pasión de Cristo: el abandono en Getsemaní y la bebida de vinagre.

#### A los versículos 23-37
El salmo incluye una petición de retribución para los enemigos según el principio del talión (v. 29), mientras el orante implora su propia salvación (v. 30). La mención del «libro de los vivos» (v. 29) —única con esta forma en el Antiguo Testamento— remite a textos como Ex 32,32–33; Is 4,3; Jr 22,30; Ez 13,9; Dn 12,1, donde se alude al registro divino de los fieles. San Pablo aplica los vv. 23–24 a los judíos que rechazaron el Evangelio y ve en el v. 26 un anuncio del destino de Judas Iscariote. El cambio tonal en esta sección ha llevado a algunos estudiosos a considerarla una adición posterior. No obstante, en su forma actual, el texto refleja cómo la súplica personal incluye una dimensión comunitaria, como indican los vv. 2 y 36 con el uso del verbo “salvar”.
Desde una lectura cristológica, el salmo se interpreta como anticipación de la pasión de Cristo:

este salmo contiene una plegaria del Salvador, pronunciada en función de su humanidad, y recoge también las causas por las que fue conducido a la muerte en la cruz. Además, cuenta claramente sus sufrimientos, así como las desgracias que tenían que acaecerles a los judíos después de su Pasión. En cuanto a que el Señor ha presentado esta plegaria en función de su naturaleza humana, esto está indicado al final del salmo cuando dice: el Señor escucha a los necesitados, no desdeña a sus cautivos.

## Tema del Salmo
El salmista pide al Señor que lo alivie de las desgracias en las que lo ha hundido la fe ardiente que manifiesta: describe la desdicha en la que se encuentra (vv. 2 a 4). Son innumerables los celosos y los burladores (v. 5) los que se burlan de las manifestaciones de su amor por Dios (v. 6 al 13). Le pide a Dios que lo saque de su problema y que castigue a los enemigos de la fe (vs. 14-29). El salmo termina con una vibrante alabanza a Dios (vv. 30-37).

## Citas
Ya Teodoro de Mopsuestia, un comentarista bíblico cristiano del siglo V, ordenó el Salmo 69 al período macabeo. Escribió en su comentario sobre los Salmos: 
“Esta canción fue escrita con un espíritu profético en la época de los Macabeos, y la oración encaja con la gente y los eventos de esa época. (...) La injusticia contra tu casa, se dice, ya no podía soportar la imagen de Júpiter en la que los judíos hacían sacrificios. Esta declaración se ajusta a Mattatias de una manera especial".
Ferdinand Hitzig sospechado en 1853: este trasfondo histórico es la profanación del templo combinada con la destrucción de Jerusalén y el inicio de un baño de sangre. Además, el salmo está relacionado con otros salmos de este período. 
Hoy en la exégesis hay dos modelos opuestos:
- La oración perteneció al grupo que hizo campaña contra la resistencia de la población tras el exilio por la reconstrucción del templo. Hans-Joachim Kraus sospechaba: “Quizás él es uno de los 'conservadores rígidos' que todavía están reprendiendo 'por el bien de la casa de Yahvé' (Sach 7,3)... El fanático solitario es burlado y los piadosos son burlados en el intoxicación".
- Según Erich Zenger y otros, el salmo es más joven y refleja conflictos entre grupos “jerocrático-salvífico-presente” y “profético-escatológico”.[24]

## Usos

### Judaísmo
- El versículo 7 se encuentra en la repetición de la Mussaf Amidah en Rosh Hashaná :[25]

"Porque por ti he soportado oprobio; vergüenza ha cubierto mi rostro".
- Los versículos 14 y 32 se recitan en las bendiciones antes del Shemá en el segundo día de Rosh Hashaná.

### Nuevo Testamento
Este salmo se cita o se menciona en varios lugares del Nuevo Testamento:

### Cristianismo ortodoxo
El salmo se lee durante las oraciones completas.

### En el rito bizantino
El salmo se lee durante el Apodeipnon.

### Calvinismo
Juan Calvino, un partidario de la teología de la Reforma, describió el tema del Salmo de la siguiente manera:
Este salmo es similar al vigésimo segundo. Porque al principio David se queja de las atroces heridas de sus enemigos y de la brutal violencia de sus enemigos; sin embargo, afirma que no está tan perturbado, que continúa cultivando la integridad, siendo pacientemente refrenado bajo la protección de Dios. De hecho, la caída de la piedad y el hecho de que fue vigoroso en roer la gloria de Dios, atestigua que todos le eran indiferentes. Pero después de volver a quejarse, les suplica no menos insultante que crueldad hacia el enemigo, como castigo que merecían. Al final, como triunfante, promete un solemne sacrificio de alabanza a Dios.

### Música
La versión de la Biblia del Rey Jacobo del versículo 20 de este capítulo se cita como textos en el oratorio en inglés Mesías de George Frideric Handel (HWV 56).

### Institución Real Nacional de Bote Salvavidas
El versículo 15, "No dejes que el abismo me trague", está inscrito en el reverso de la medalla de gala emitida por la Royal National Lifeboat Institution, el servicio de botes salvavidas del Reino Unido y la República de Irlanda.